# Ondefontaine
Ondefontaine település Franciaországban, Calvados megyében. Lakosainak száma 324 fő (2018. január 1.). Ondefontaine Aunay-sur-Odon, La Bigne, Danvou-la-Ferrière, Jurques, Le Mesnil-Auzouf, Roucamps, Saint-Georges-d’Aunay és Seulline községekkel határos.

## Népesség
A település népességének változása:
| Lakosok száma | 328  | 313  | 240  | 249  | 294  | 324  | 335  | 344  | 327  | 324  |
|               | 1968 | 1975 | 1982 | 1990 | 1999 | 2011 | 2013 | 2015 | 2017 | 2018 |